# Deutsches Exil in der Zeit des Nationalsozialismus

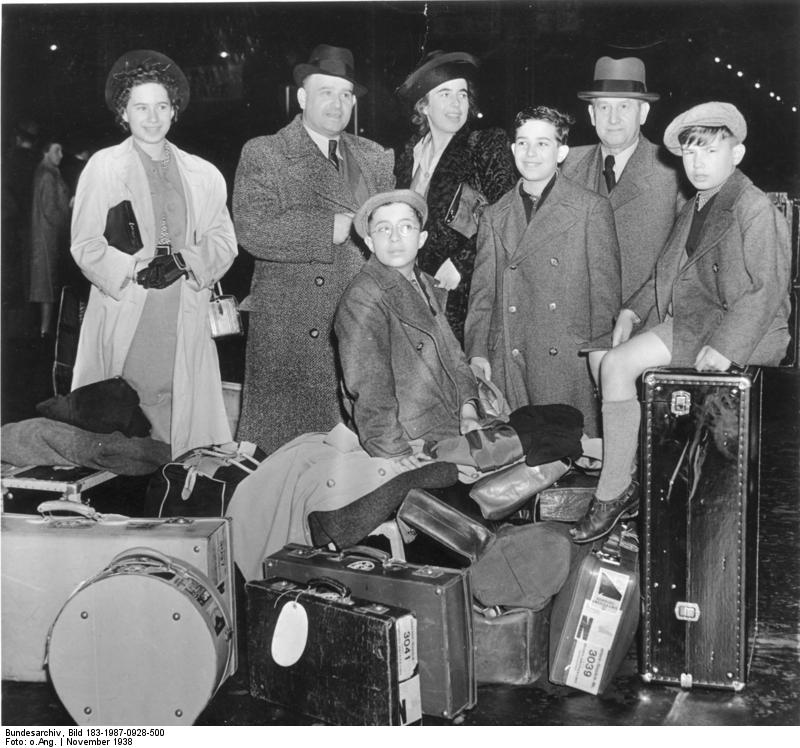
„USA 1938: Die jüdische Familie Simon flüchtete aus Deutschland in die USA; ihr Ziel ist San Francisco. Aus Hamburg kommend bei ihrer Ankunft in New York: Paul Simon und seine Frau (Mitte), sein Vater Franz Simon (r.), seine Tochter (l.) und seine Söhne Günther, Hans-Peter und Gerd.“

Das Deutsche Exil in der Zeit des Nationalsozialismus begann in der Regel 1933 und umfasst auch Staatsbürger von Österreich.

## Exilanten
Aufgrund der Situation in der Zeit des Nationalsozialismus entschlossen sich zunächst insbesondere politische Gegner der Nationalsozialisten dazu, das Deutsche Reich zu verlassen.
In der Folgezeit gaben vor allem Menschen jüdischer Herkunft ihr deutsches Zuhause auf. Das Gesetz zur Wiederherstellung des Berufsbeamtentums, die Nürnberger Gesetze und die Novemberpogrome 1938 waren die wichtigsten Anlässe. Mit dem Schritt in das Exil versuchten die Menschen, der politischen Diskriminierung durch das Regime, der Inhaftierung in einem der Konzentrationslager oder sogar ihrer Ermordung zu entgehen. 
Verfolgte und Entrechtete verließen das Deutsche Reich zu Hunderttausenden. Schätzungen zufolge waren es 500.000 Menschen, die diesen Weg in der NS-Zeit gingen. 360.000 der Exilanten stammten aus Deutschland. Nach dem Anschluss Österreichs 1938 kamen ungefähr 140.000 Österreicher hinzu. Der weitaus größte Teil von ihnen, zwischen 80 und 90 Prozent, war jüdischer Abstammung.
Am 23. Oktober 1941 erließ das Reichssicherheitshauptamt unter Heinrich Himmler allerdings ein generelles Ausreiseverbot für Juden, was schätzungsweise 200.000 Menschen betraf. Zuvor hatte die nationalsozialistische Führung, namentlich Hermann Göring, durch die Einrichtung der Reichszentrale für jüdische Auswanderung Anfang 1939 zunächst versucht, die Emigration jüdischstämmiger Deutscher zu beschleunigen. Als Vorbild für die Reichszentrale diente die 1938 entstandene Zentralstelle für jüdische Auswanderung in Wien. Die Reichszentrale für jüdische Auswanderung organisierte später die Deportation in die Vernichtungslager.

### Schriftsteller
Deutschen Schriftstellern, die nicht mit den Anschauungen der Nationalsozialisten übereinstimmten, wurde es untersagt zu veröffentlichen. Im Mai 1933 mussten etliche von ihnen erfahren, dass ihre Werke verbrannt wurden. Um überleben zu können, entschieden sie sich für das Exil. Auch kam es in Deutschland zu Ausbürgerungen von geächteten Schriftstellern. Zu den Ausgebürgerten zählte Kurt Tucholsky, der bereits 1929 Deutschland – allerdings nur vorübergehend – verließ.

#### Exilliteratur
Im Jahr 1933 entstand zum Beispiel in Amsterdam der Querido Verlag. Dieser gab von deutschen Autoren während der Zeit des Exils geschaffene Literatur heraus.
Als Begründer der deutschen Exilliteraturforschung gilt der Literaturwissenschaftler Walter Arthur Berendsohn. Er hatte Deutschland 1933 aufgrund seiner jüdischen Abstammung verlassen müssen.

#### Exil als Thema in der deutschsprachigen Literatur
Zu den Autoren, die als Exilanten das Exil zum Thema ihrer Schriften machten, gehörte Klaus Mann. Sein Roman Der Vulkan beschreibt die Situation deutscher Exilanten in Paris und andernorts.
Das Schicksal der Exilanten in Marseille und ihren oft entwürdigenden Kampf um Visa bildete den Hintergrund des Romans Transit von Anna Seghers, der 1944 erschien.
Judith Kerr veröffentlichte 1971 das Buch Als Hitler das rosa Kaninchen stahl. Dieses beschreibt die Flucht ihrer jüdischstämmigen Familie aus dem nationalsozialistischen Deutschland.
Zu Beginn des 21. Jahrhunderts stellte Ursula Krechel in zwei Romanen das Exil und die davon betroffenen Menschen in den Mittelpunkt. Im Roman Shanghai fern von wo beschreibt sie das Schicksal einiger der 18.000 Juden, die im Shanghaier Ghetto überleben konnten. Krechels Roman Landgericht, für den sie 2012 den Deutschen Buchpreis bekam, stellt den jüdischen Richter Dr. Richard Kornitzer in den Mittelpunkt, der Exil in Havanna findet und 1947 aus dem Exil nach Deutschland zu seiner Familie zurückkehrt, wo er mit seinem Verlangen nach Wiedergutmachung und Wiederherstellung seiner Würde scheitert.

### Publizisten
Hunderte Zeitschriften, die von Exilanten herausgegeben wurden, erschienen zwischen 1933 und 1945 außerhalb Deutschlands. Ihre Erscheinungsdauer überschritt den Zeitraum eines Jahres selten. Ein Beispiel für eines der Blätter ist die Freie Presse, welche Publizisten herausgaben.

### Filmschaffende, Regisseure, Drehbuchautoren, Schauspieler, Kameramänner, Techniker und Schnittmeister
Schätzungsweise 2.000 Filmschaffende, Regisseure, Drehbuchautoren, Schauspieler, Kameramänner, Techniker und Schnittmeister verließen das Deutsche Reich.
War zunächst das europäische Ausland ein wichtiger Zufluchtsort für sie, wurden die Vereinigten Staaten von Amerika nach dem Beginn des Krieges in dieser Hinsicht zunehmend bedeutsam. Billy Wilder beispielsweise übersiedelte 1933 nach Paris, ein Jahr später konnte er in die Vereinigten Staaten einreisen.
Viele bauten im Aufnahmeland eine neue künstlerische Existenz auf. Exilanten, die in die Sowjetunion geflüchtet waren, gehörten jedoch auch zu denjenigen, welche den Stalinschen Säuberungen zum Opfer fielen. Dies galt für die Mitarbeiter der Filmproduktionsgesellschaft Meschrabpom.

### Wissenschaftler
Die deutschen Universitäten verloren zwischen 1933 und 1945 ein Fünftel ihres Lehrkörpers aufgrund der nationalsozialistischen Machtausübung. Dabei handelte es sich überwiegend um Juden oder um Wissenschaftler jüdischer Herkunft. Von den Entlassenen sind, wie neuere Forschungen zeigen, 60 Prozent emigriert. Noch größer war der Substanzverlust der Kaiser-Wilhelm-Gesellschaft, die nach den Berechnungen von Reinhard Rürup seit 1933 fast ein Drittel ihrer wissenschaftlichen Mitglieder und 10 von 35 Institutsdirektoren bzw. Leitern von Forschungsstellen verlor. Ein Großteil der Betroffenen emigrierte.
Zur Unterstützung der Emigranten wurde im Jahr 1933 die Notgemeinschaft deutscher Wissenschaftler im Ausland gegründet. Diese Hilfsorganisation vermittelte Wissenschaftlern im Exil neue Arbeitsplätze. Eine Möglichkeit zur Fortführung der eigenen wissenschaftlichen Tätigkeit bedeutete dies nicht unbedingt. Einige deutsche Wissenschaftler konnten ihre wissenschaftliche Karriere im Exil weiter voranbringen. Dies galt auch für Max Born.
Max Horkheimer und dem Institut für Sozialforschung (IfS) gelang es, die Emigration rechtzeitig vorzubereiten und das Institut zunächst nach Genf und später in die USA zu verlegen. Aufgrund der dem Institut auch im Exil zur Verfügung stehenden Mittel konnte es nicht nur die eigene Forschungsarbeit fortsetzen, sondern darüber hinaus emigrierten Sozialwissenschaftlern auch eine finanzielle Unterstützung zukommen lassen.
Wie schwierig der Weg in die Emigration und das Überleben war, lässt sich an den Lebensläufen von Ernst Abrahamsohn und Ernst Moritz Manasse ablesen. Sie mussten sich nicht nur mit den Widrigkeiten der US-Einwanderungspolitik auseinandersetzen, sondern mussten sich teilweise mit Beschäftigungen begnügen, die nicht ihren ursprünglichen Hoffnungen entsprachen. Manasse etwa, der Flüchtling aufgrund seiner jüdischen Herkunft geworden war, wurde Dozent an einer aus rassischen Gründen ausgegrenzten Institution, einer nur Schwarzen zugänglichen Hochschule in Durham. Er war allerdings der erste voll beschäftigte weiße Lehrer an dieser Institution.

### Lehrer und Erzieher
Mehr als 20 Exilschulen wurden weltweit von Lehrern und Erziehern gegründet, die Deutschland nach 1933 verlassen mussten. Auch diese boten Arbeitsplätze für Exilanten und gewährleisteten damit das Überleben.
Eine Einrichtung, deren Hintergrund die Volksfrontstrategie darstellte, war die Freie Deutsche Hochschule in Paris.

### Architekten
Durch das Gesetz zur Wiederherstellung des Berufsbeamtentums vom April 1933 verloren auch viele Architekten ihre Ämter in Verwaltungspositionen. Freie Architekten und Stadtplaner, die jüdischer Herkunft, politisch missliebig oder beides waren, wurden aus ihrem Berufsverband, dem Bund Deutscher Architekten (BDA), gedrängt und nicht in die Reichskammer der bildenden Künste aufgenommen, was faktisch einem Berufsverbot gleichkam. So erging es etwa Ferdinand Kramer, der in die USA emigrierte. Nach dem Krieg holte ihn Max Horkheimer nach Frankfurt zurück, wo er von 1952 bis 1964 das Amt des Baudirektors der Johann Wolfgang Goethe-Universität innehatte. Ebenso vertrieben wurden auch die Bauhaus-Architekten Walter Gropius und Ludwig Mies van der Rohe. Viele bekannte Architekten fanden Zuflucht in der Türkei, darunter Bruno Taut, Robert Vorhoelzer, Wilhelm Schütte und seine Frau Margarete Schütte-Lihotzky, die Erfinderin der Frankfurter Küche.
Ernst May, der Vater des Neuen Frankfurts, hatte 1930 mit einer Gruppe seiner Mitarbeiter eine Einladung in die Sowjetunion angenommen. Als sich seine Vorstellungen vom Städtebau dort nicht realisieren ließen, konnte er nicht mehr nach Deutschland zurück, weil die Nationalsozialisten inzwischen die Macht erlangt hatten. Er emigrierte zunächst nach Tanganjika in Ostafrika und erwarb dort eine Farm. Ab 1937 widmete er sich wieder Architekturprojekten. In der kenianischen Hauptstadt Nairobi eröffnete er ein Büro. 1939 internierten ihn die Briten. May wurde verdächtigt, Antisemit zu sein und als Spion für die Nationalsozialisten in der Sowjetunion gearbeitet zu haben. Von 1940 bis 1942 befand er sich aufgrund der Verdächtigungen in der Südafrikanischen Union in Gewahrsam.

### Sonstige Berufe
Das Humberghaus im südlichen Westmünsterland, in Dingden, stellt mittels originaler Dokumente und Gegenstände zunächst das Leben, dann die Flucht dreier verwandter Familien von Viehhändlern, koscheren Metzgern und Schneidern nach Kanada 1939/1940 dar. Das waren unter jüdischen Deutschen weitverbreitete Berufe, insbesondere unter Landjuden. Vier weitere Familien, alle aus dem gleichen Elternhaus stammend, wurde in der Shoa ermordet, einschließlich mehrerer Kinder.
Bemerkenswert an ihrer Flucht ist, dass die drei Familien sich mental lange darauf vorbereitet hatten; dass sie die Überfahrt selbst finanzierten und gestalteten, vermutlich mit Unterstützung aus Kanada, so, als wären sie normale Passagiere, eben Touristen, gewesen; und schließlich, dass sie die Erlaubnis zur Einwanderung von den kanadischen Instanzen erhielten, weil sie als Viehhändler zu den Agrarberufen zählten. Sie hatten schon in Deutschland selbst in größerem Umfang Schlachttiere (außer Schweinen natürlich) großgezogen und dadurch tatsächlich landwirtschaftliche Erfahrungen. Ob sie Geldmittel zum Kauf einer Farm mit nach Kanada bringen konnten, ist noch ein Thema weiterer Forschungen; nach der Gesetzeslage in Kanada wäre das eigentlich erforderlich gewesen. Möglicherweise erhielten sie zu diesem Zweck Zuschüsse caritativer jüdischer Organisationen in Kanada.

## Aufnahmeländer
Wurde anfangs das europäische Ausland als Ort des Exils gewählt, flüchteten politisch Verfolgte, Juden sowie andere mit Beginn des Zweiten Weltkrieges und der damit verbundenen Besetzung benachbarter Länder durch deutsche Truppen auch in das nicht-europäische Ausland.
Weniger als 10.000 deutsche Verfolgte und Entrechtete wurden in Skandinavien aufgenommen, in Dänemark, Norwegen und Schweden. Eine bedeutende Rolle spielte Dänemark als Transitland. Zehntausende gelangten von dort aus in Drittländer.
Einige Hundert fanden zwischen 1933 und 1945 Aufnahme in der Türkei.
Südamerika, beispielsweise Bolivien und Uruguay, nahm deutlich mehr Verfolgte und Entrechtete als Skandinavien auf, wobei diese nach der Aufnahme z. T. auch in die Vereinigten Staaten (ca. 130.000 Exilanten) weiterreisten.
Unterstützung bei der Flucht nach Südamerika, hauptsächlich nach Brasilien, leistete der St.-Raphaels-Verein in Hamburg.
Schätzungsweise 55.000 Menschen flüchteten nach Palästina.
Erste Zentren deutscher Exilanten entstanden in den Nachbarländern: in der Tschechoslowakei (ca. 9.000 Exilanten), in Frankreich (ca. 100.000 Exilanten), den Niederlanden (ca. 10.000 Exilanten) und der Schweiz (ca. 25.000 Exilanten), außerdem in Großbritannien.

## Verhalten der Aufnahmeländer

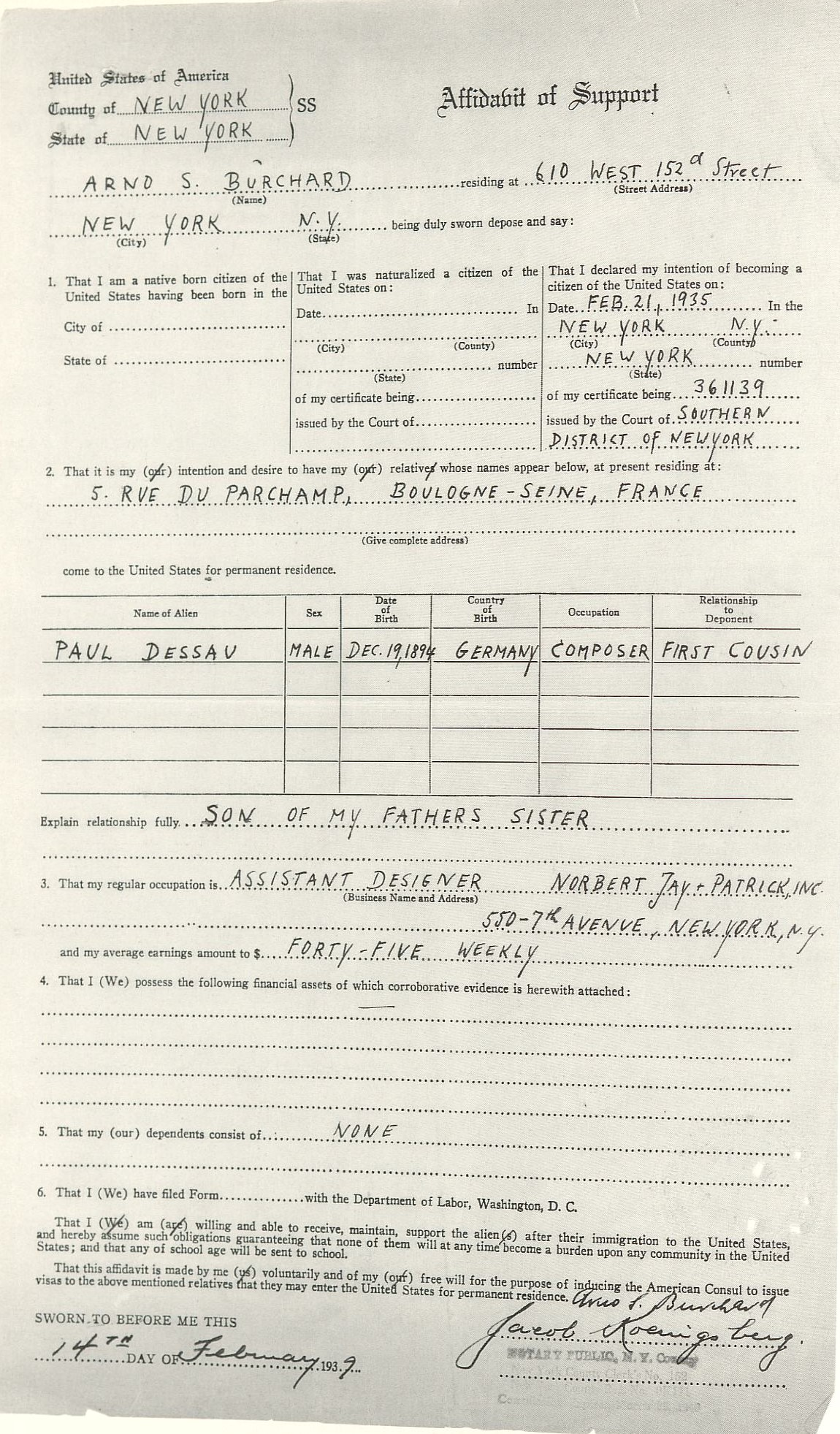
Affidavit für Paul Dessau

Strenge Einreisebestimmungen erschwerten es Ausreisewilligen, einen Zufluchtsort zu finden. Die tragischen Folgen einer verweigerten Einreise werden deutlich am Beispiel Hunderter jüdischstämmiger Deutscher, die 1939 mithilfe des Schiffes St. Louis vergeblich versuchten, Europa zu verlassen.
In der Folge des Einwanderungsgesetzes von 1924 gehörten die USA zu den Ländern mit den restriktivsten Einwanderungsbestimmungen. Diese wurden auch aufrechterhalten, nachdem ab 1933 immer mehr aus politischen oder rassistischen Gründen verfolgte Deutsche versuchten, in die USA einzureisen. Ihnen war in der Regel nur innerhalb bestimmter Quoten eine Einreise möglich, oder wenn amerikanische Privatpersonen oder Organisationen dem Staat gegenüber dafür bürgten, dass für und von den Einreisenden keine öffentlichen Gelder beansprucht würden. Gleichwohl hatte das State Department damit begonnen, alle Vorschläge für eine Quotenerhöhung nicht nur zurückzuweisen, „sondern [es] verschärfte sogar noch die prozessualen Bestimmungen. Die dramatischen Bilder endloser Warteschlangen vor den amerikanischen Konsulaten in Europa stammen aus diesen Jahren“. Eine flüchtlingsfreundliche staatlich Maßnahme war 1939, dass es Personen, die sich mit einem Besucher-Visum in den USA aufgehalten hatten, erlaubt wurde, ihren Aufenthalt jeweils um sechs Monate zu verlängern. So entstanden private Hilfsorganisationen wie German Jewish Children’s Aid.
Ende der 1930er Jahre ermöglichte die britische Regierung Tausenden jüdischstämmigen Kindern die Einreise nach Großbritannien durch eine Lockerung dieser Bestimmungen.
Erst Anfang der 1940er Jahre erreichte es das Emergency Rescue Committee, dass politisch verfolgte Intellektuelle ein Danger-Visum für die Einreise in die Vereinigten Staaten von Amerika erhielten.
Mit der Ausstellung eines Affidavits konnten Bürger von Aufnahmeländern die Erlaubnis zur Einreise Verfolgter und Entrechteter herbeiführen helfen. Ein Affidavit ermöglichte jedoch nicht automatisch die Einreise in das Zielland, wie das Schicksal von Fritz Karsen zeigt. 1935 war dessen Einwanderung in die USA trotz eines Affidavits von Max Horkheimer gescheitert, der zwischenzeitlich das Institut für Sozialforschung von Genf nach New York verlegt hatte.
Eine besondere Stellung als Zufluchtsort nahm Shanghai ein. Dort wurde für die Einreise kein Visum benötigt. Zu den ungefähr 20.000 nach Shanghai Geflüchteten gehörte die Familie von Werner Michael Blumenthal.

## Vereinigungen
Deutsche Exilanten gründeten in den Aufnahmeländern Vereinigungen.
Vom Exil aus wurde das Engagement gegen die Nationalsozialisten fortgeführt. Der Vorstand der Sozialdemokratischen Partei Deutschlands (Sopade) ist hierfür ein Beispiel, der von Prag beziehungsweise Paris aus agierte.
In der Union deutscher sozialistischer Organisationen in Großbritannien schlossen sich sozialistische und sozialdemokratische Exilorganisationen zusammen.
Die German Labour Delegation war eine sozialdemokratische geprägte Organisation in den USA.
Ein kulturelles Forum stellte der Heinrich-Heine-Klub im Mexiko dar, der eng mit der kommunistisch dominierten Bewegung »Freies Deutschland« zusammenarbeitete. Eher republikanisch und pazifistisch orientiert war dagegen Das Andere Deutschland, welches in Argentinien wirkte und als Organisation mit einer gleichnamigen Zeitschrift den antifaschistischen Kampf in Südamerika zu organisieren versuchte.
In England entstand 1939 der Freie Deutsche Kulturbund in Großbritannien (FDKB), der als Vorläufer des Kulturbundes der DDR anzusehen ist. 1943 spaltete sich als Reaktion gegen die kommunistische Dominanz im FDKB der Club 1943 ab, der seine Tätigkeit nach dem Ende des Krieges fortsetzte; später unter dem Namen Anglo-German Cultural Forum.
Im Frühjahr 1941 gründete sich auf Wunsch der Labour Party in Großbritannien die von sozialdemokratischen und linkssozialistischen Organisationen getragene Union deutscher sozialistischer Organisationen in Großbritannien, von welcher der Anstoß zur Gründung des German Educational Reconstruction Committee (G.E.R.) ausging. Dessen Ziel war die Planung und Vorbereitung einer Neuordnung des Bildungs- und Erziehungssystems im Nachkriegsdeutschland.

## Tod im Exil
Exilanten, die offen gegen die Nationalsozialisten auftraten, bezahlten ihr Wirken auch mit dem Leben, wie das Schicksal von Theodor Lessing in der Tschechoslowakei veranschaulicht.
Im Exil, aber auch schon zuvor oder auf dem Weg dorthin, kam es zu einer Reihe von Suiziden. Beispielsweise nahmen sich die Schriftsteller Ernst Toller, Kurt Tucholsky, Stefan Zweig und Walter Hasenclever sowie der Conférencier Paul Nikolaus das Leben. Walter Benjamin tötete sich im spanischen Grenzort Portbou, weil er trotz erfolgter Grenzüberschreitung noch immer die Auslieferung an die Deutschen befürchtete.

## Rückkehr aus dem Exil
Nur eine Minderheit der Exilanten entschied sich nach dem Ende des Nationalsozialismus für eine Rückkehr nach Deutschland. Vor allem die aus antisemitischen Gründen Vertriebenen kehrten nur selten zurück. Demgegenüber entschied sich die Mehrheit der politischen Flüchtlinge für eine Remigration. Max Brauer und Ernst Reuter gehörten zu diesen. Den zurückgekehrten Exilanten schlug auch Ablehnung entgegen.
Die politischen Verhältnisse im Nachkriegsdeutschland führten dazu, dass von den Nationalsozialisten entzogenes jüdisches Eigentum in bestimmten Fällen nicht zurückgegeben wurde. Dies zeigt das Beispiel des Fabrikanten Hermann Lewandowski, der mit seiner Familie in England Schutz gefunden hatte. Dessen Sohn Georg bemühte sich nach 1945 vergeblich darum, das familieneigene Unternehmen zurückzuerhalten, welches in der Sowjetischen Besatzungszone Deutschlands lag. Hermann Lewandowski und seine Familie kehrten nicht nach Deutschland zurück.
Zugleich veranschaulicht die Geschichte der Lewandowskis, dass Exilanten im Aufnahmeland erfolgreich eine neue Existenz aufbauen konnten: Georgs Bruder Kurt Lewandowski gründete im Exil ein eigenes Unternehmen, an welchem sein Vater und sein Bruder beteiligt waren.
Von den Hochschullehrern der deutschen Universitäten, die vor dem NS-Regime ins Ausland geflohen waren, kehrten 14,7 % nach dem Ende des Zweiten Weltkriegs wieder nach Deutschland bzw. in einen der deutschen Teilstaaten zurück.
Ein Beispiel für den gescheiterten Versuch eines Wissenschaftlers zurückzukehren, ist das des Literaturwissenschaftlers Walter A. Berendsohn. Er bemühte sich erfolglos darum, wieder als Hochschullehrer an der Universität tätig werden zu können, an der er vor 1933 gelehrt hatte. Nicht weniger tragisch ist die Geschichte von Hans Weil, dem der Senat der Goethe-Universität Frankfurt Mitte der 1950er Jahre eine Wiedergutmachungsprofessur zugesprochen hatte. Die Universitätsspitze unterließ es jedoch über einen Zeitraum von zehn Jahren, die Philosophische Fakultät von der beschlossenen Einrichtung der Professur zu unterrichten, an der diese angesiedelt sein sollte. Auch Weil wurde nicht informiert. Im Jahr 1967 gestand die Universität ihr Versäumnis ein. Gleichzeitig wurde Hans Weil jedoch mitgeteilt, dass die Professur gegenstandslos geworden sei, weil er mittlerweile das Emeritierungsalter erreicht habe.

## Beteiligung von Exilanten an der Bekämpfung des NS-Regimes
Es gab eine Reihe von Menschen, die sich nach der Flucht am Kampf gegen die Achsenmächte direkt beteiligten. So als Deserteure in der Résistance in Frankreich oder der Sowjetunion, als Soldaten oder in Hilfskorps der Briten und Amerikaner. Künstler beteiligten sich an der Propaganda gegen NS-Deutschland.
Im Nachkriegsdeutschland wurden sie, wenn sie nach Deutschland zurückkehrten, dafür zum Teil kritisiert. Beispiele geben die Biografien von Thomas Mann, Bert Brecht und Marlene Dietrich.

### Handbücher
- Handbuch der deutschsprachigen Emigration 1933–1945 Claus-Dieter Krohn, Patrik von zur Mühlen, Gerhard Paul, Lutz Winckler (Hrsg.), Primus, Darmstadt 1998, ISBN 3-89678-086-7.

### Biographische Nachschlagewerke
- Institut für Zeitgeschichte, Research Foundation for Jewish Immigration, Inc., New York,  (Hrsg.): Biographisches Handbuch der deutschsprachigen Emigration nach 1933. 3 Bde., De Gruyter Saur, München/New York 1980–1983.
- Harald Hagemann, Claus-Dieter Krohn (Hrsg.): Biographisches Handbuch der deutschsprachigen wirtschaftswissenschaftlichen Emigration nach 1933. München: Saur, 1999.
- Kay Weniger: ‘Es wird im Leben dir mehr genommen als gegeben …’. Lexikon der aus Deutschland und Österreich emigrierten Filmschaffenden 1933 bis 1945. Eine Gesamtübersicht. ACABUS-Verlag, Hamburg 2011, ISBN 978-3-86282-049-8.
- Ulrike Wendland: Biographisches Handbuch deutschsprachiger Kunsthistoriker im Exil. Leben und Werk der unter dem Nationalsozialismus verfolgten und vertriebenen Wissenschaftler. 2 Bände, K. G. Saur, München 1999, ISBN 3-598-11339-0.

### Einzelne Emigrantengruppen und Aufnahmeländer
- Andreas W. Daum, Hartmut Lehmann, James J. Sheehan (Hrsg.): The Second Generation. Émigrés from Nazi Germany as Historians. Berghahn Books, New York 2016, ISBN 978-1-78238-985-9.
- Daniela Gleizer Salzman: Unwelcome exiles – Exilio incómodo. Mexico and the Jewish refugees from Nazism, 1933–1945. Brill, Leiden 2014, ISBN 978-90-04-25993-5.
- Michael Grüttner: Ausgegrenzt: Entlassungen an den deutschen Universitäten im Nationalsozialismus. Biogramme und kollektivbiografische Analyse, de Gruyter Oldenbourg, Berlin/Boston 2023, ISBN 978-3-11-123678-0.
- Christine Hohnschopp, Frank Wende (Red.): Exil in Brasilien. Die deutschsprachige Emigration 1933–1945. Eine Ausstellung des Deutschen Exilarchivs 1933–1945. Die Deutsche Bibliothek, Frankfurt am Main 1994, ISBN 3-922051-63-4.
- Elena Levin: Historias de una emigración (1933–1939). Alemanes judios en la Argentina. Zago, Buenos Aires 1991, ISBN 950-9517-30-5.
- Hans Peter Obermayer: Deutsche Altertumswissenschaftler im amerikanischen Exil. Eine Rekonstruktion. De Gruyter, Berlin u. a. 2014, ISBN 978-3-11-030279-0.
- Klaus Voigt: Zuflucht auf Widerruf. Exil in Italien 1933–1945. 2 Bände. Klett-Cotta, Stuttgart 1989 und 1993, ISBN 3-608-91487-0 und ISBN 3-608-91160-X.

### Aufsätze
- Brita Eckert: Die Anfänge der Exilforschung in der Bundesrepublik Deutschland bis 1975. Ein Überblick. (22.05.2020). In: Sabine Koloch (Hrsg.): 1968 in der deutschen Literaturwissenschaft (Webprojekt auf literaturkritik.de unter dem Menüpunkt Archiv/Sonderausgaben, Laufzeit 2018–2020, Beitrag zur Themengruppe „Nachkriegsgermanistik in der Kritik“).

### Forschung, Museales Sammeln
In Berlin gibt es seit 2018 eine Stiftung zur Gründung eines Museums als Ort einer entsprechenden Erforschung des Exils aus Deutschland ab 1933.